# Mezzano (San Giuliano Milanese)
Mezzano è una piccola località rurale compresa nel territorio comunale di San Giuliano Milanese e posta a sud del centro abitato, verso Melegnano.

## Storia
Mezzano è un piccolo centro rurale di antica origine, da sempre legato al territorio milanese. La comunità apparteneva alla pieve di San Giuliano, e confinava con Viboldone a nord, Pedriano ad est, Carpiano a sud e Zunico ad est. La località fece registrare 155 residenti al censimento del 1751.
In età napoleonica, nel 1805, la popolazione era scesa a 129 unità, tanto che nel 1809 il comune di Mezzano venne soppresso ed aggregato al comune di Pedriano, a sua volta soppresso ed aggregato a Melegnano nel 1811. Mezzano recuperò l'autonomia nel 1816, in seguito all'istituzione del Regno Lombardo-Veneto.
Gli stessi austriaci tuttavia, nel 1841, dovettero riconoscere la razionalità dell'operato napoleonico, e così il comune di Mezzano venne nuovamente soppresso e aggregato a Pedriano, seguendone nel tempo le sorti.